# Саввопулос, Дионисис
Диони́сис Савво́пулос (греч. Διονύσης Σαββόπουλος, 2 декабря 1944, Салоники) — греческий композитор, поэт и певец. Представитель поколения музыкантов «новой волны» в Греции.

## Биография
Родился в 1944 в Салониках.
В 1963 году переехал в Афины, забросив юридическое образование из-за увлечения музыкой. Здесь он приобрёл шумный успех с первых дней в качестве музыканта и вскоре стал очень популярным, как в Греции, так и за рубежом.
Саввопулос, кроме того, активно участвовал в общественно-политической жизни страны. В 1967 году был заключён в тюрьму за свои политические убеждения греческой военной хунтой, управляемой диктатором Георгиосом Пападопулосом.
С 1976 года сотрудничал с Никосом Ксидакисом, Манолисом Расулисом и Никосом Папазоглу.
Большинство песен написаны им самим, как лирика, так и музыка. На протяжении всей своей карьеры пел в жанрах греческий рок, лаика и рембетика.
Дионисис Саввопулос женат на Аспасии Арапиду, имеет двух сыновей — Корнилиоса и Романоса.

## Дискография
Студийные альбомы
- 1966 Φορτηγό
- 1969 Το περιβόλι του τρελού
- 1970 Μπάλλος
- 1970 Βρόμικο ψωμί
- 1975 Δέκα χρόνια κομμάτια
- 1976 Happy day
- 1977 Αχαρνείς, Ο Αριστοφάνης που γύρισε από τα θυμαράκια
- 1979 Η Ρεζέρβα
- 1983 Τραπεζάκια έξω
- 1989 Το κούρεμα
- 1994 Μη πετάξεις τίποτα
- 1996 Παράρτημα 'Α
- 1997 Το ξενοδοχείο
- 1999 Ο χρονοποιός
- 2008Ο Σαμάνος

Альбомы вживую
- 1983 Είκοσι χρόνια δρόμος: ζωντανές ηχογραφήσεις
- 1988 Ο κύριος Σαββόπουλος ευχαριστεί τον κύριο Χατζιδάκι και θα' ρθει όπωσδηποτε
- 1990 Αναδρομή 63-89
- 2001 Σαββόραμα
- 2007 Ο πυρήνας